# فرانسیس جانسون (بازیگر بسکتبال)
فرانسیس جانسون (انگلیسی: Francis Johnson؛ زاده ۵ اوت ۱۹۱۰ – درگذشته ۱۸ آوریل ۱۹۹۷) بازیکن بسکتبال اهل ایالات متحده آمریکا بود.